# Siedlung der Landessiedlungsgesellschaft Sachsen
Die Siedlung der Landessiedlungsgesellschaft Sachsen ist eine Anlage von „Volkswohnungen“ vom Ende der 1930er Jahre, entworfen zum Teil von den Gebrüdern Kießling und ausgeführt durch den Baumeister Max Umlauft, zum anderen Teil durch Albert Patitz und ausgeführt durch Gert Eisold. Sie liegt im Radebeuler Stadtteil Naundorf direkt neben der Siedlung der Vereinigten Strohstoff-Fabriken Coswig, benachbart ist auch das Werk Radebeul des Druckmaschinenherstellers Koenig & Bauer.

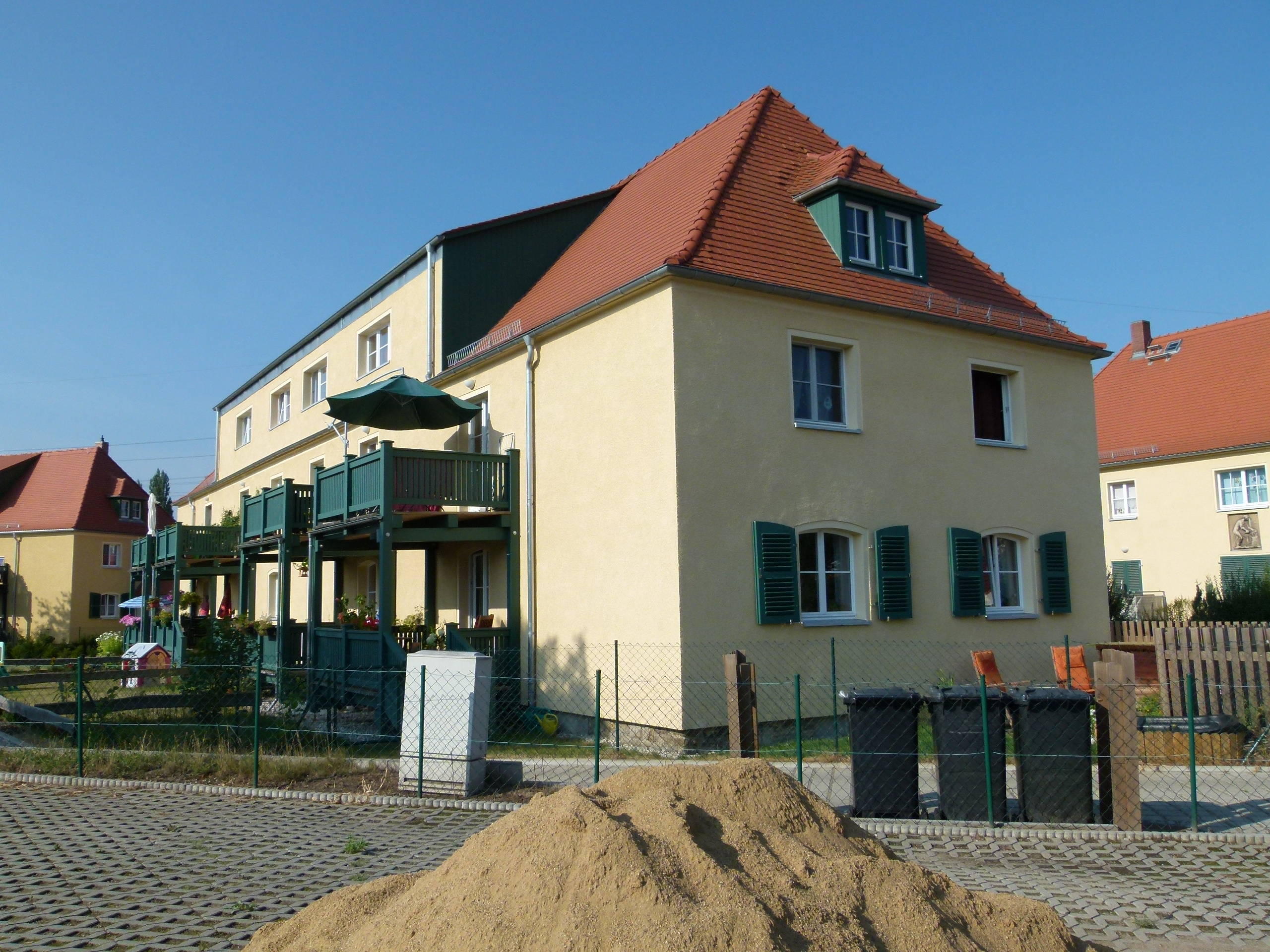
Siedlungshäuser der Landessiedlungsgesellschaft Sachsen, am rechten Haus ein Relief des Bildhauers Burkhart Ebe

## Geschichte
Die Zweigstelle Dresden der Landessiedlungsgesellschaft Sachsen erhielt im März 1938 die Baugenehmigungen für die von ihr zu bauenden, meistenteils als Sechsfamilienhäuser ausgelegten Siedlungshäuser am Rand von Naundorf.
Die unter Denkmalschutz stehenden Siedlungshäuser mit den Adressen Weistropper Straße 1–15 wurden von den Architekten Gebrüder Kießling entworfen und durch den Baumeister Max Umlauft realisiert. Die Bauleitung hatte die Landessiedlungsgesellschaft selbst. Die Ingebrauchnahmegenehmigung erfolgte im Januar 1939. Die heute vorhandenen Dachgeschossausbauten erfolgten 1965 und danach.

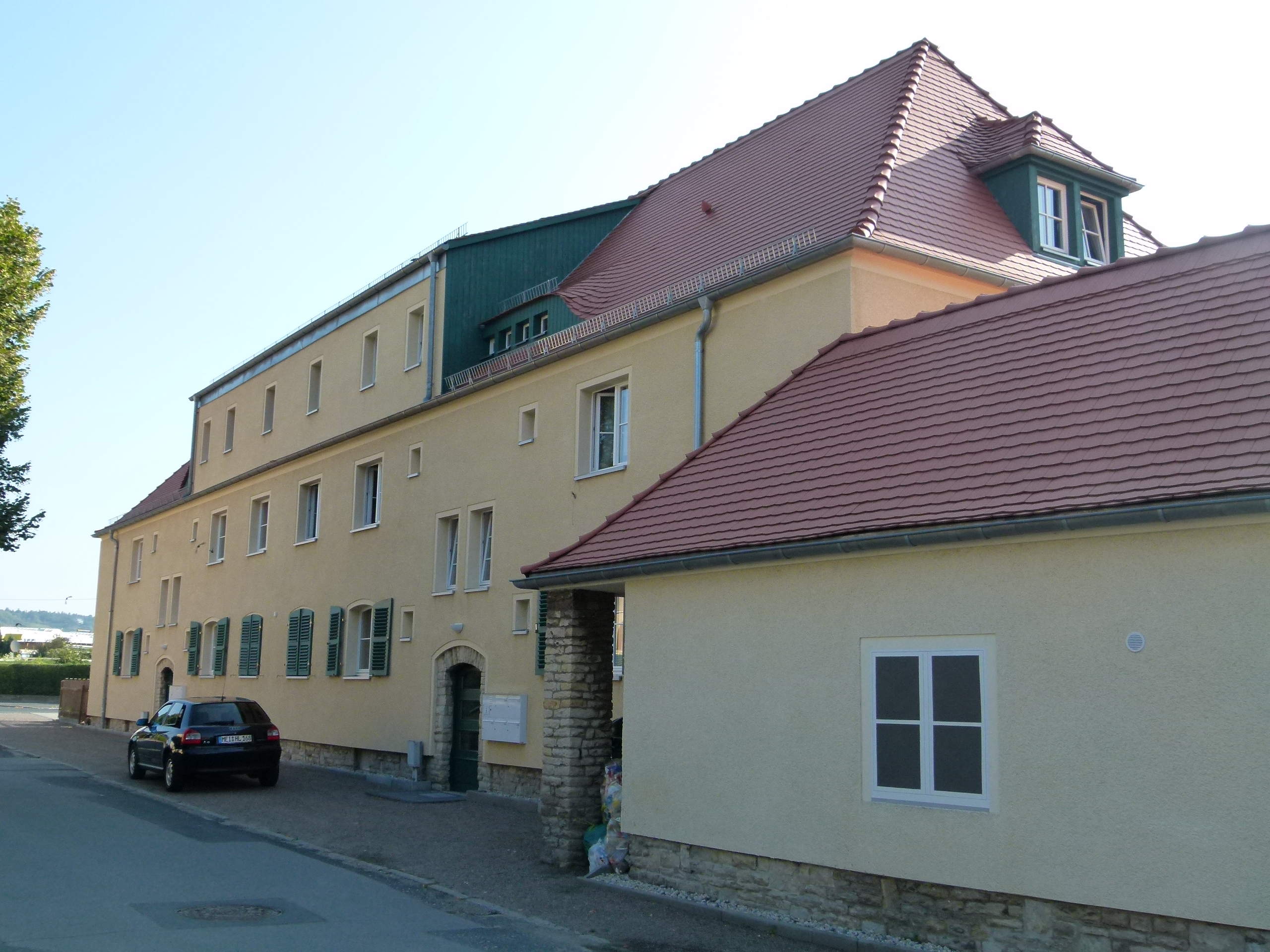
Weistropper Straße 1/3
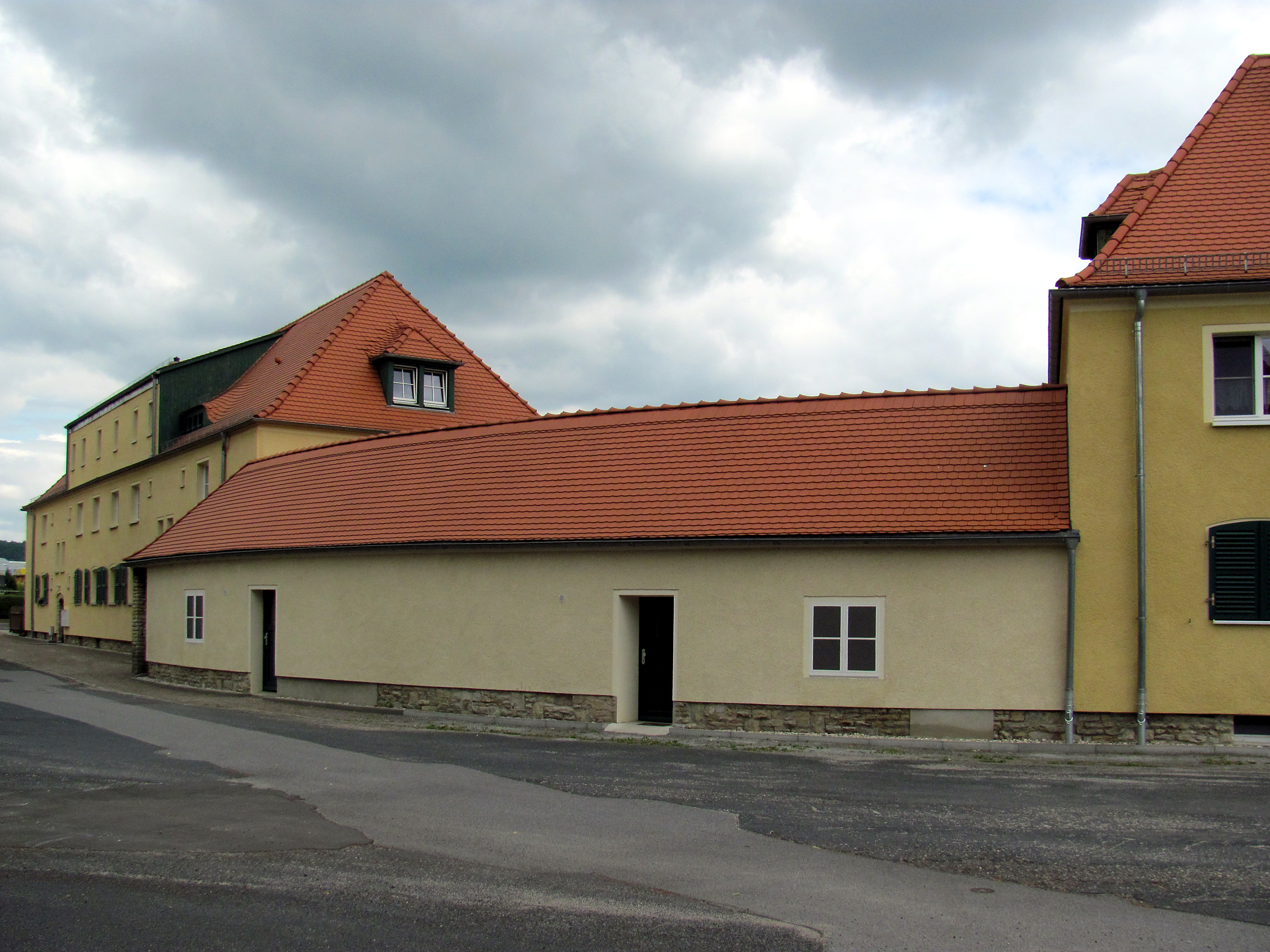
Verbindungsbau zwischen 1/3 und 5/7
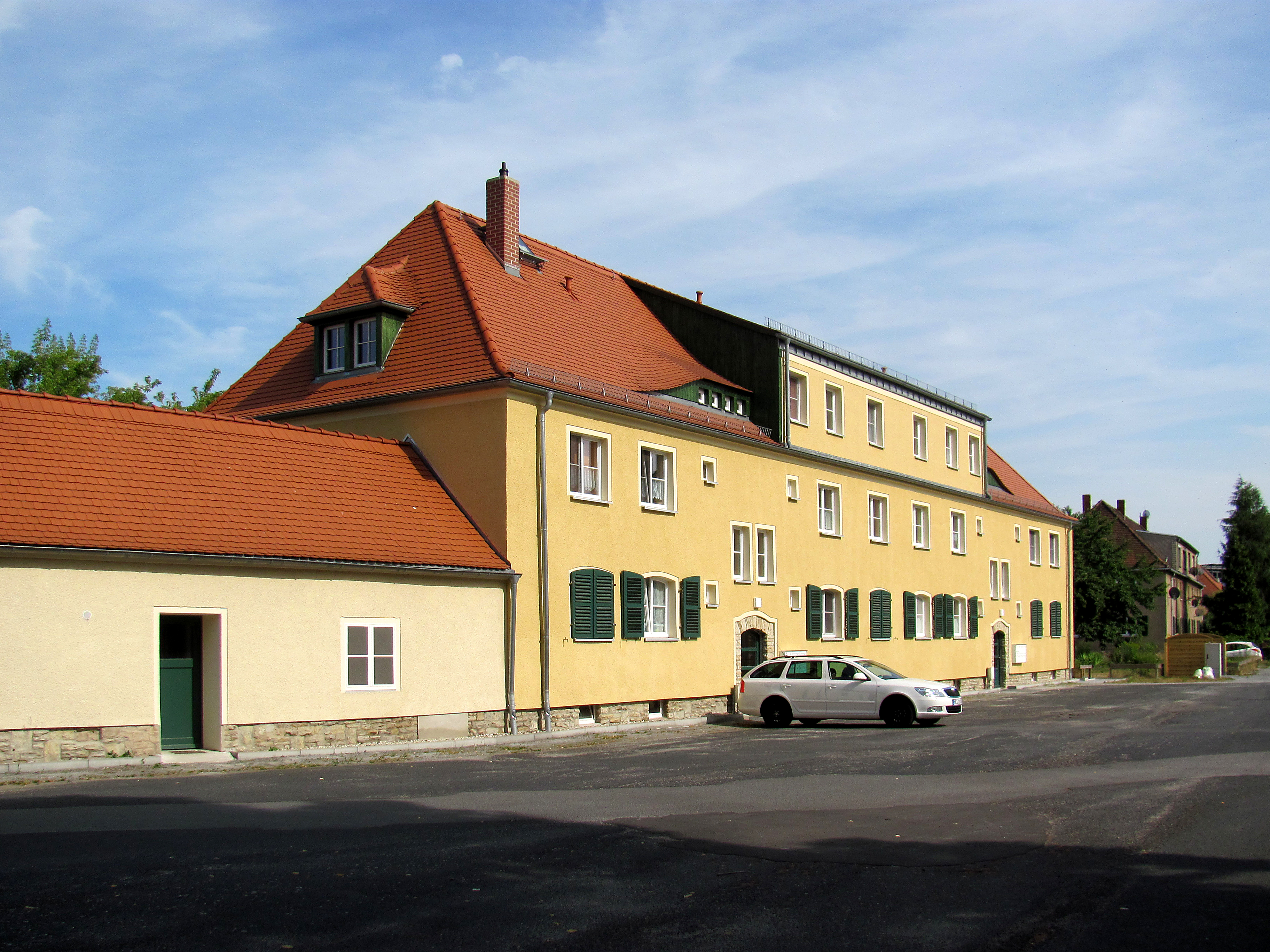
Weistropper Straße 5/7 mit Verbindungsbau zu 1/3
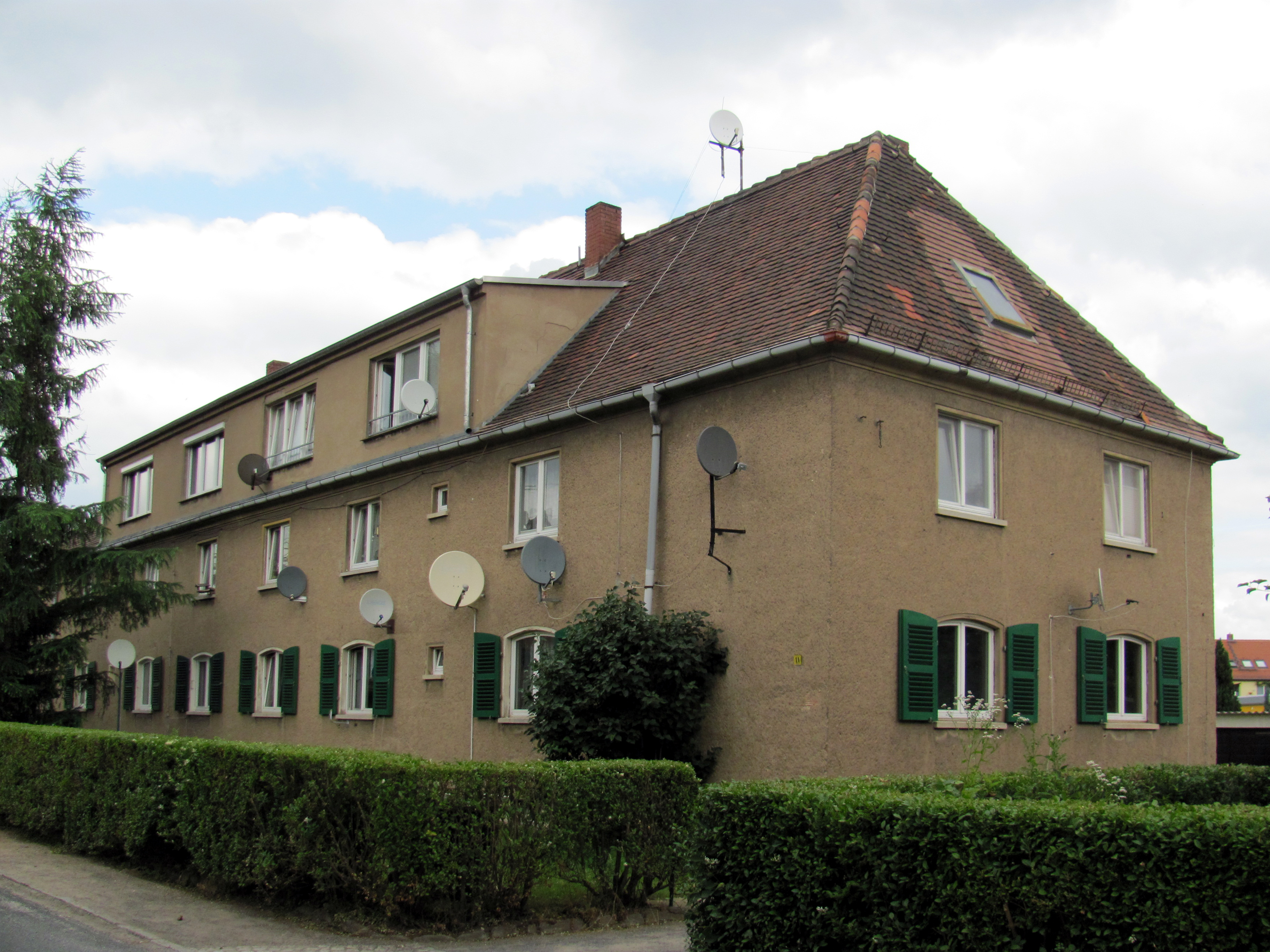
Weistropper Straße 9/11
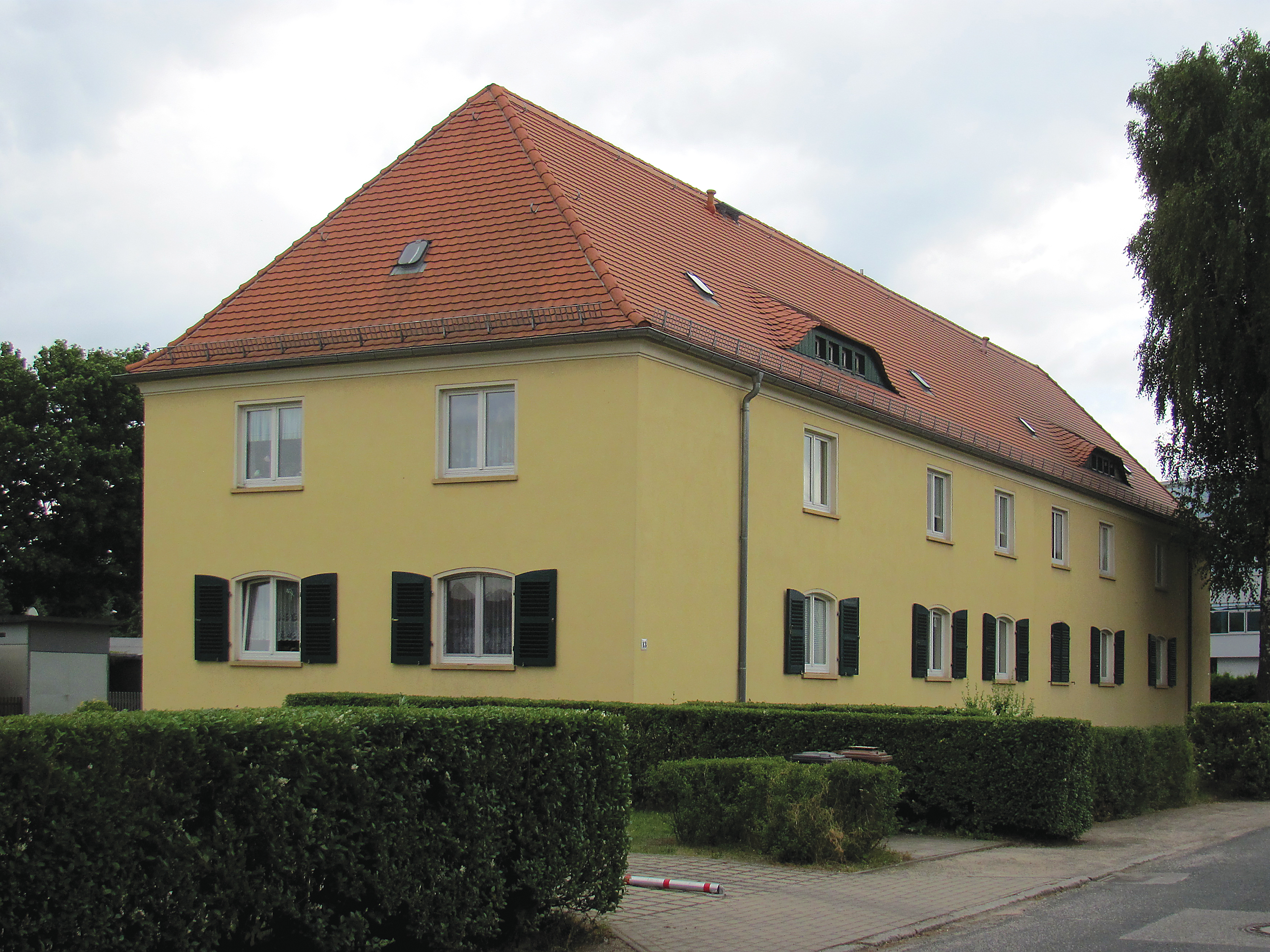
Weistropper Straße 13/15

- Weistropper Straße 2
- Weistropper Straße 4/6
- Weistropper Straße 8/10
- Weistropper Straße 12

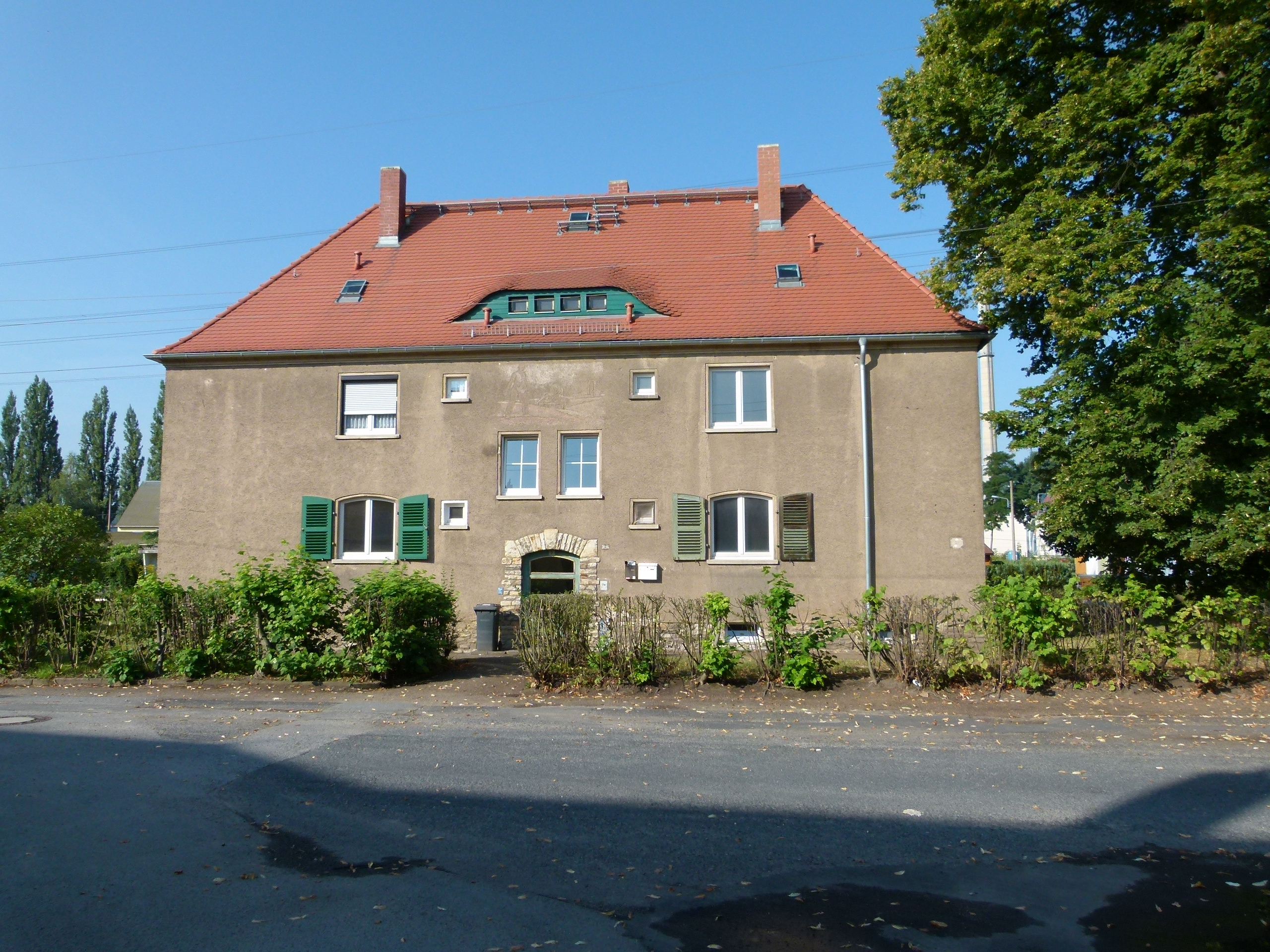
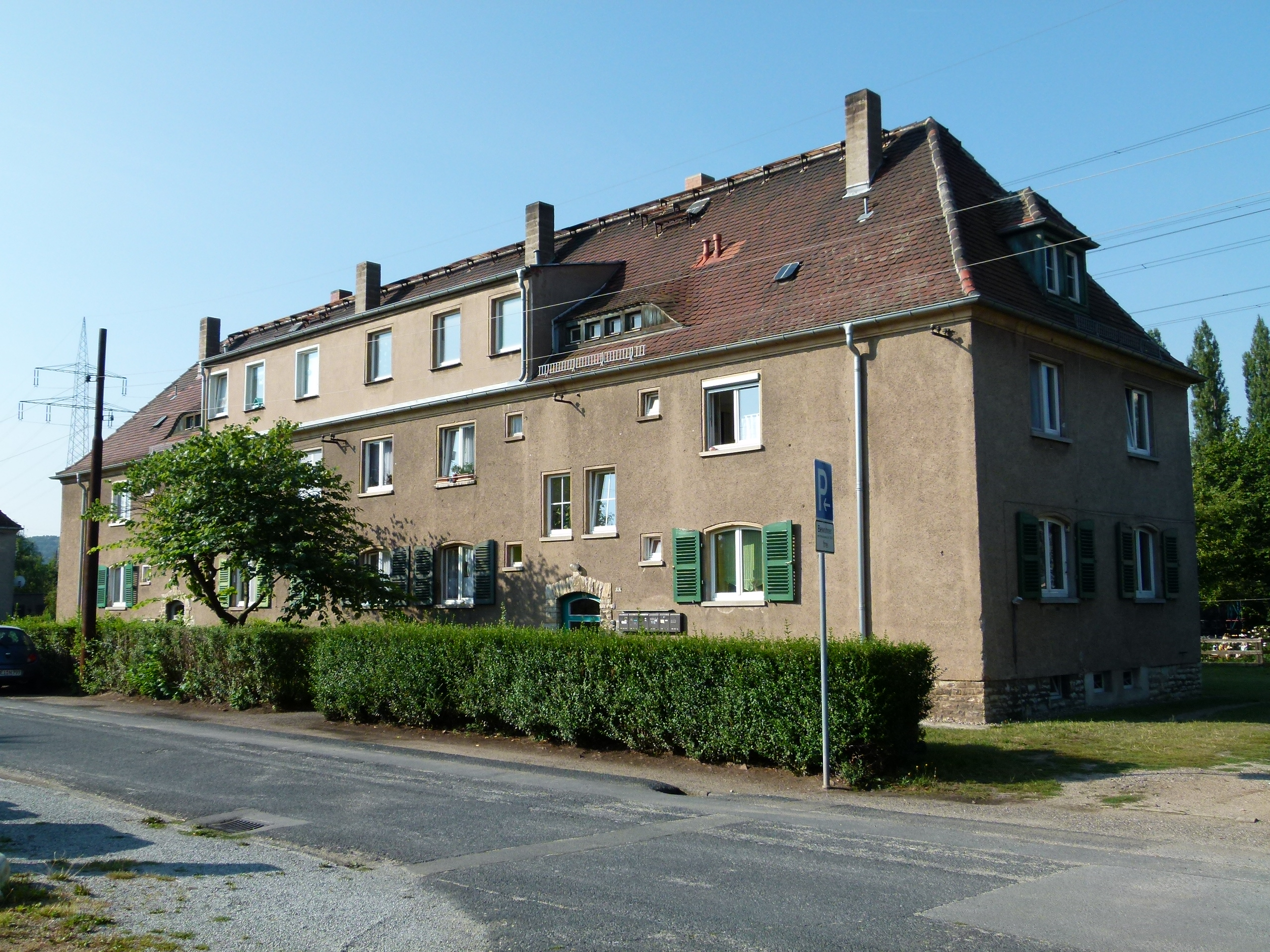
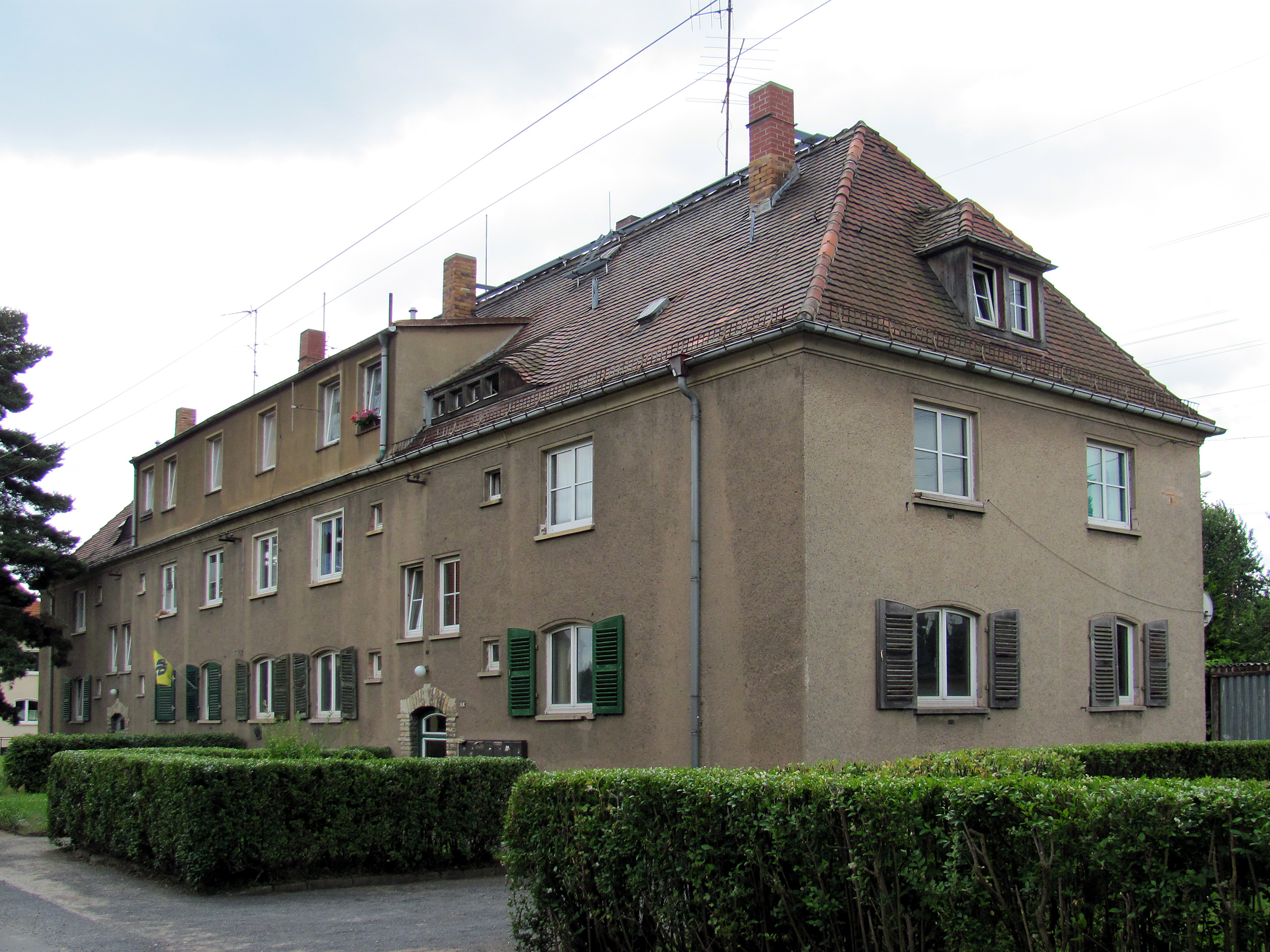
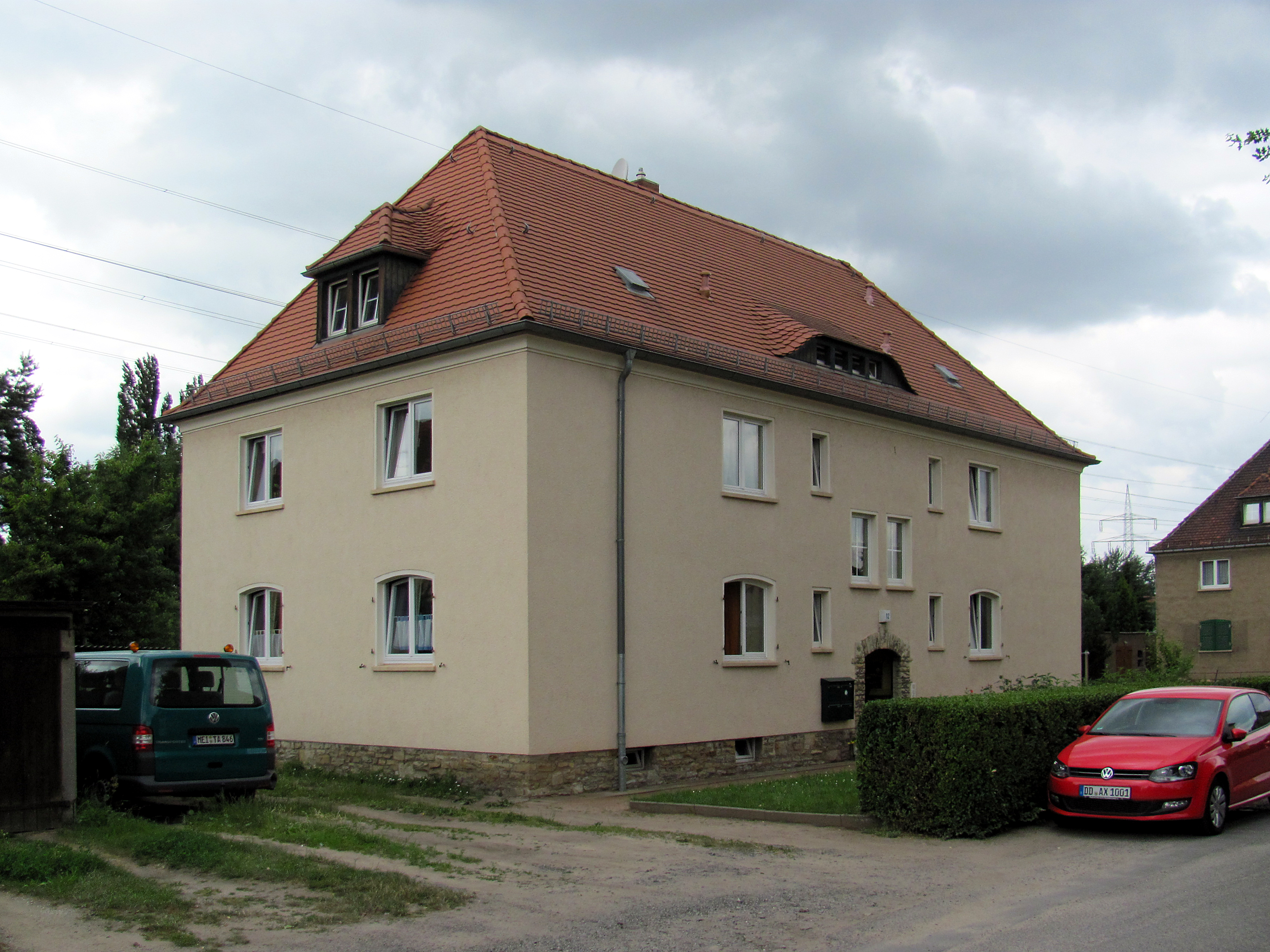

Das „markante Wohnhaus im traditionalistischen Stil, an der Vorderseite zwei figürliche Reliefs, eines mit Datierung und Signet B.E.“ mit der Adresse Brockwitzer Straße 2/4, die Siedlungshäuser Kötitzer Straße 137, 139, 141 und 143 sowie die Mehrfamilienhäuser (mit zwei Eingängen) am Tännichtweg 41–47 wurden von dem Architekten Albert Patitz entworfen und von Gert Eisold realisiert. Die Bauleitung hatte die Landessiedlungsgesellschaft selbst. Die Ingebrauchnahmegenehmigung für den Tännichtweg erfolgte im Dezember 1938, für die anderen Gebäude im März 1939.

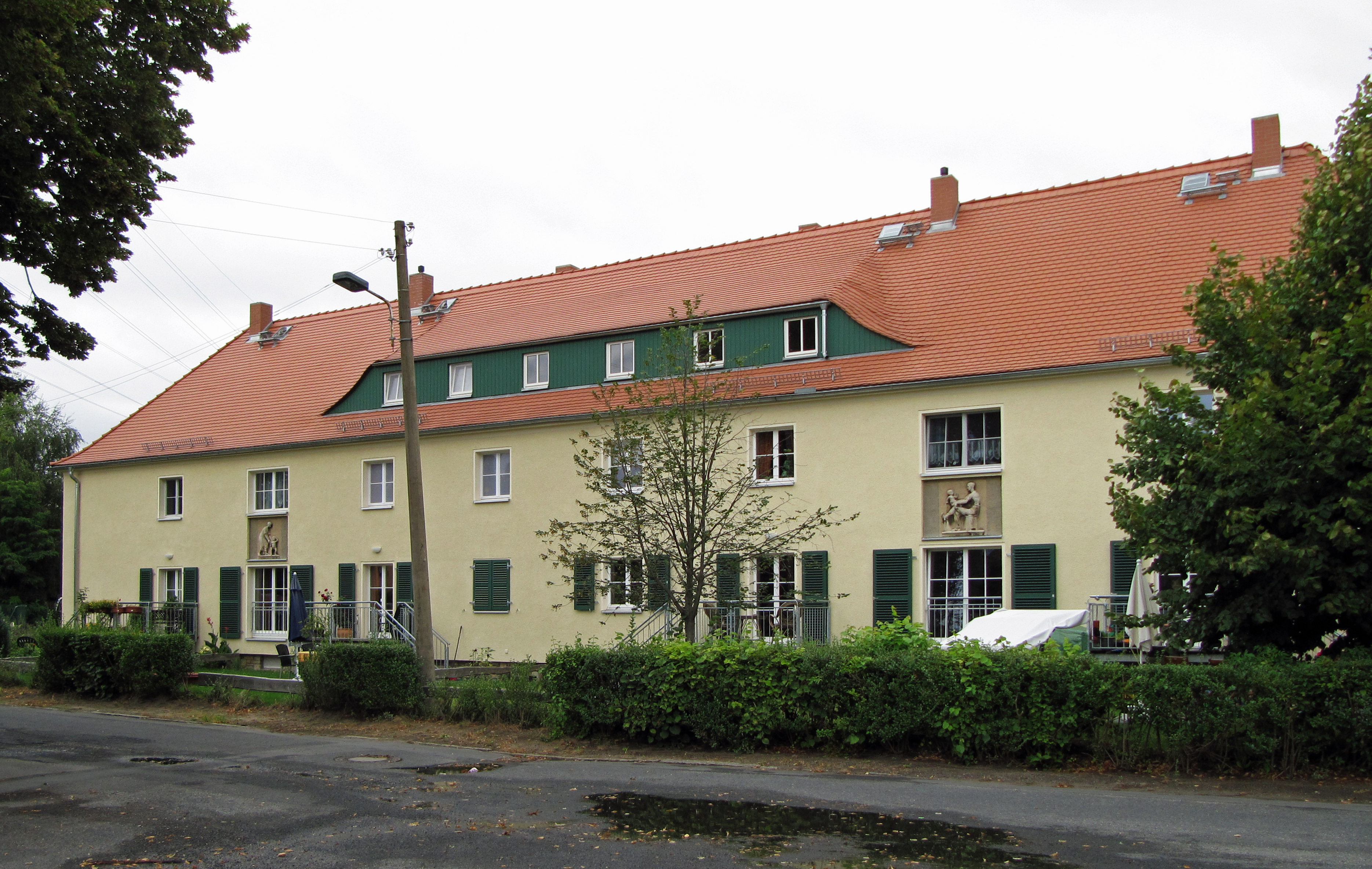
Brockwitzer Straße 2/4
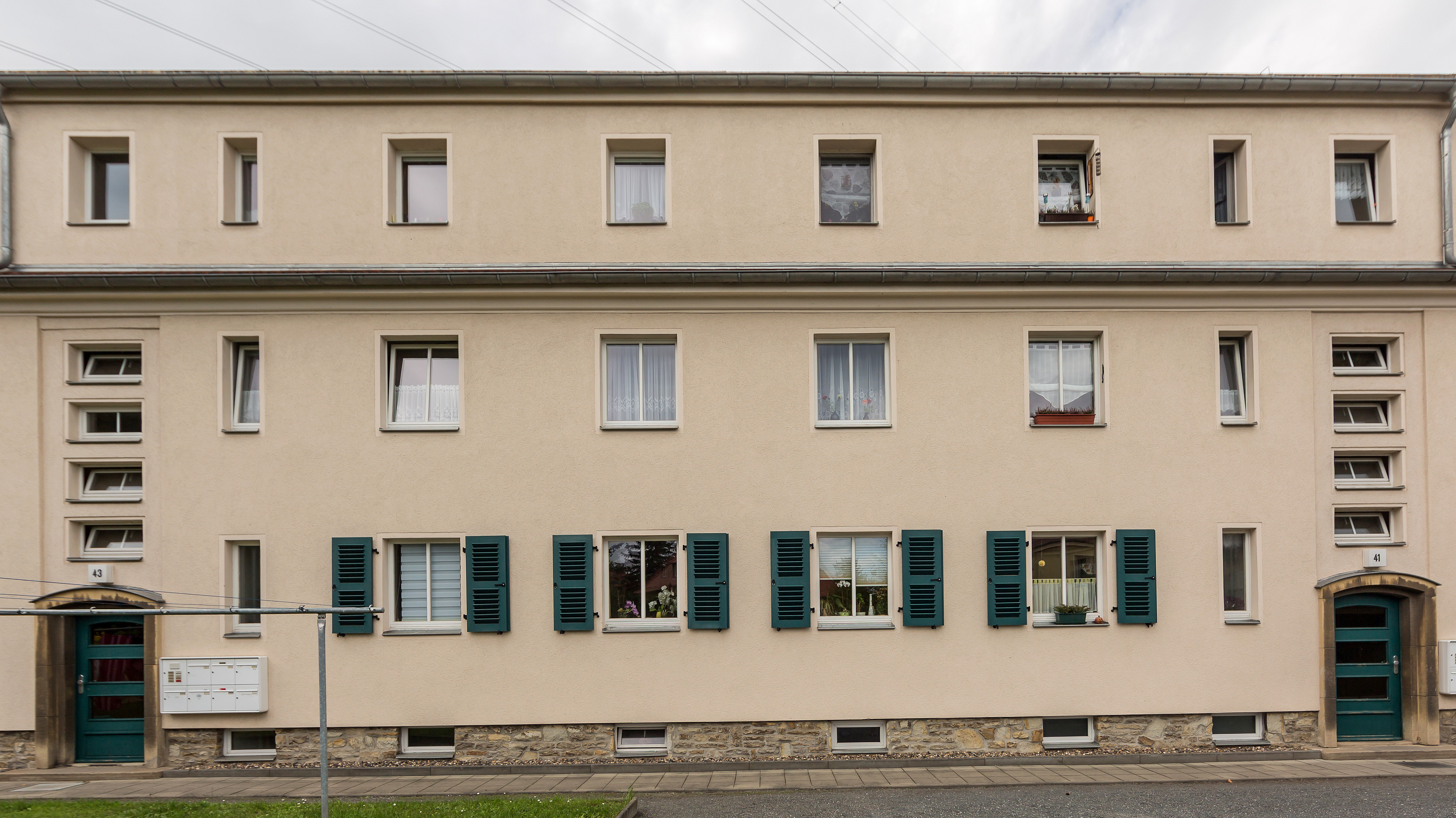
Tännichtweg 41/43 Eingangsseite
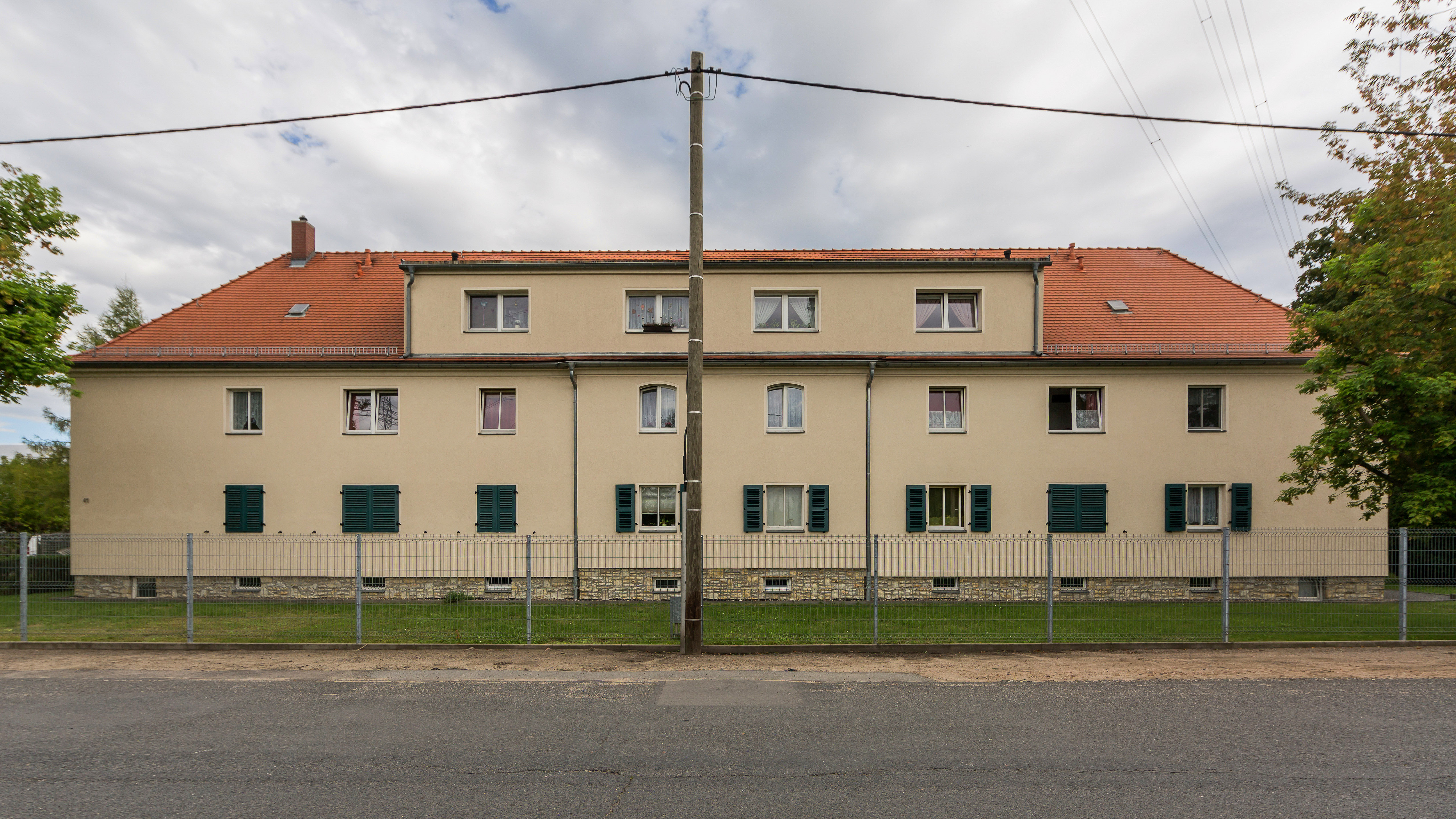
Tännichtweg 41/43 Rückseite
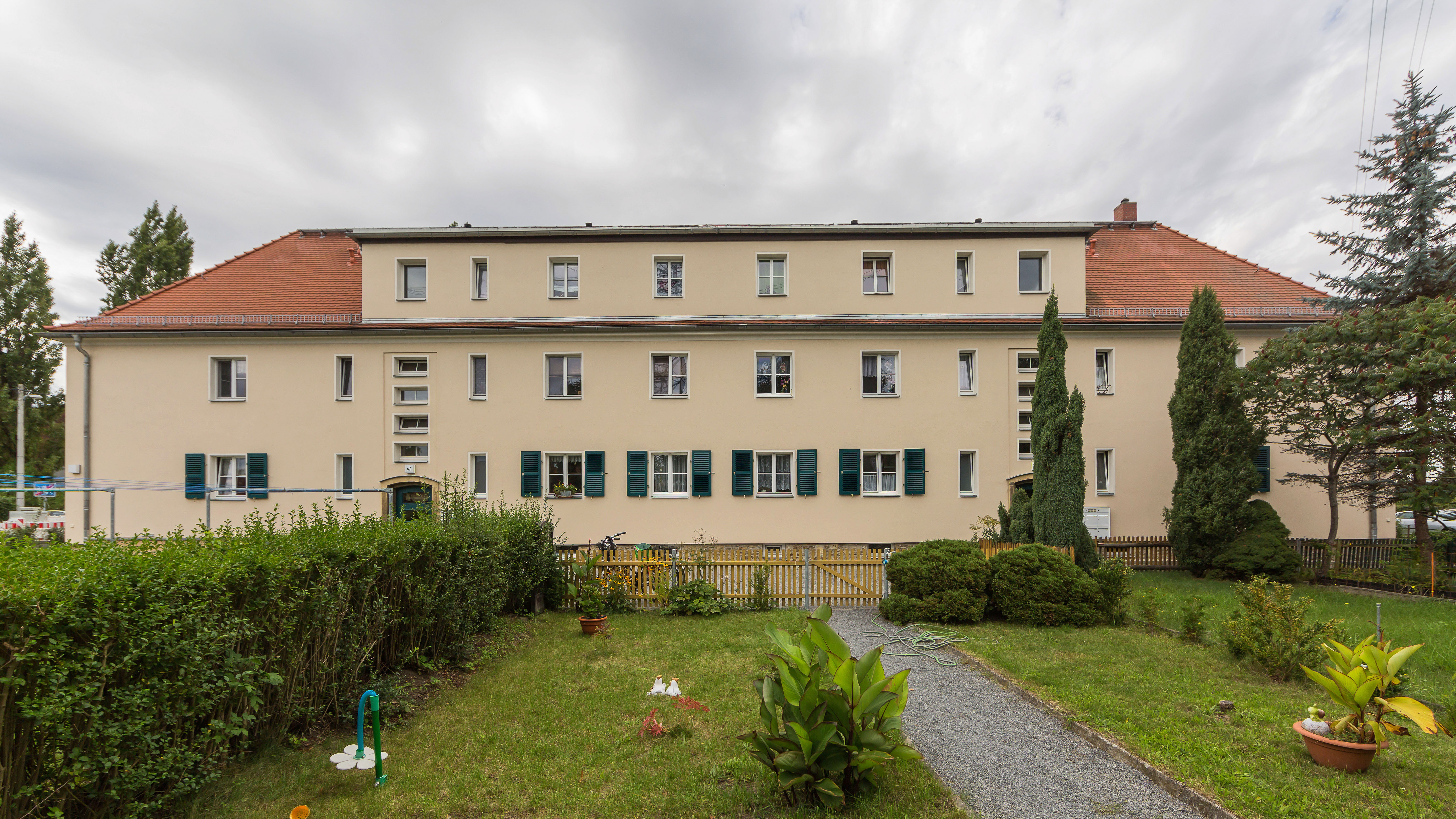
Tännichtweg 45/47 Eingangsseite
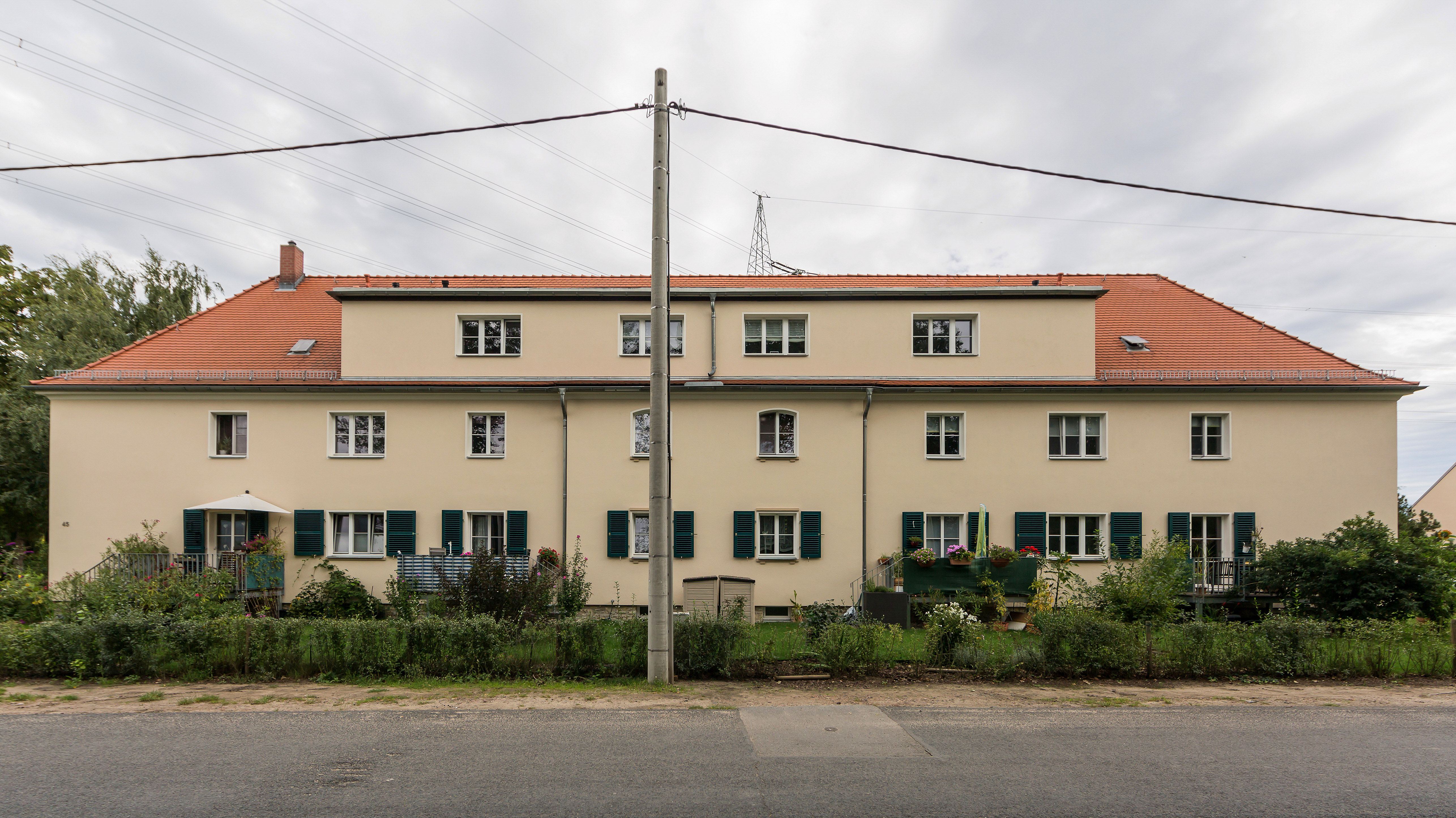
Tännichtweg 45/47 Rückseite

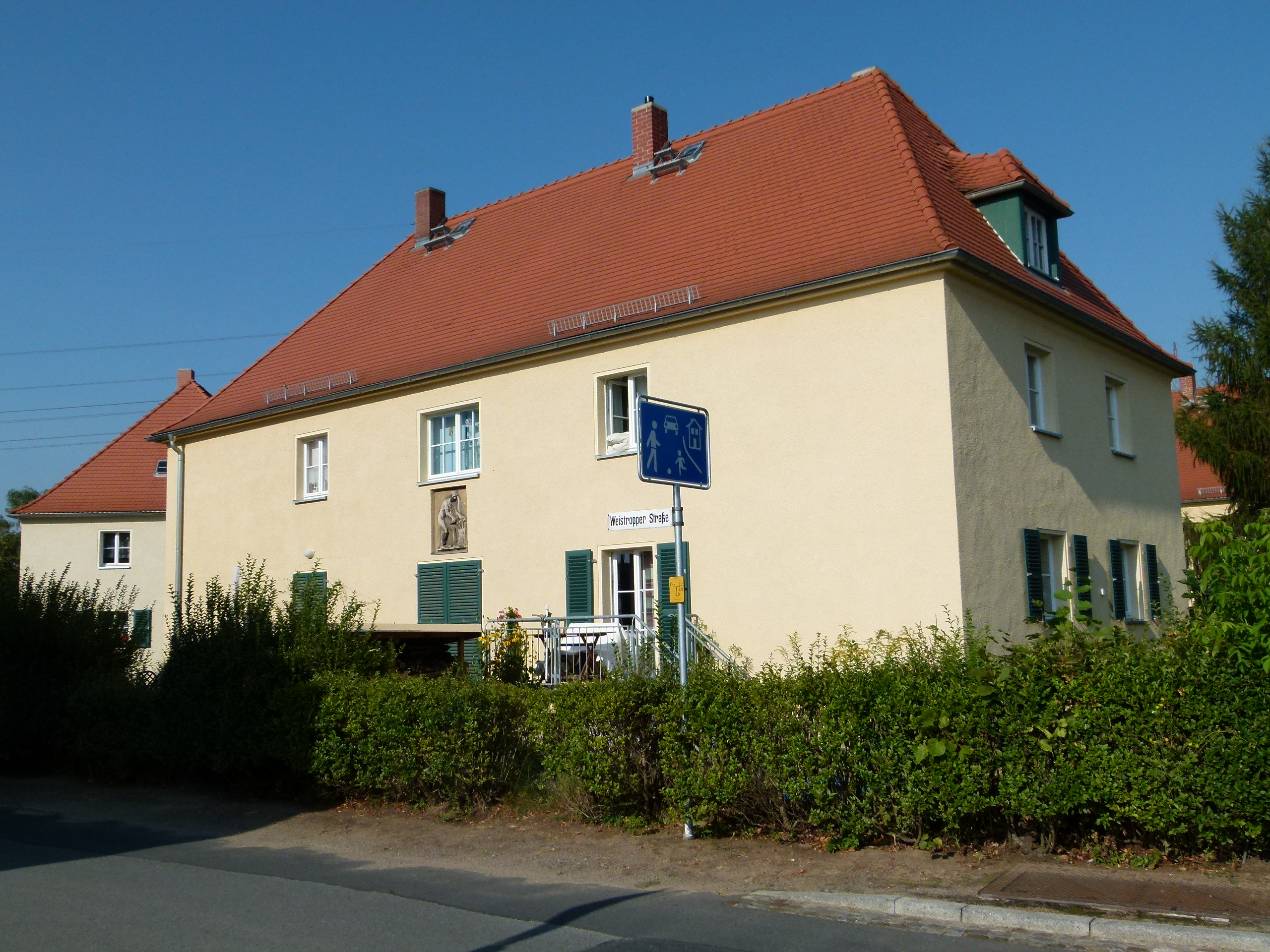
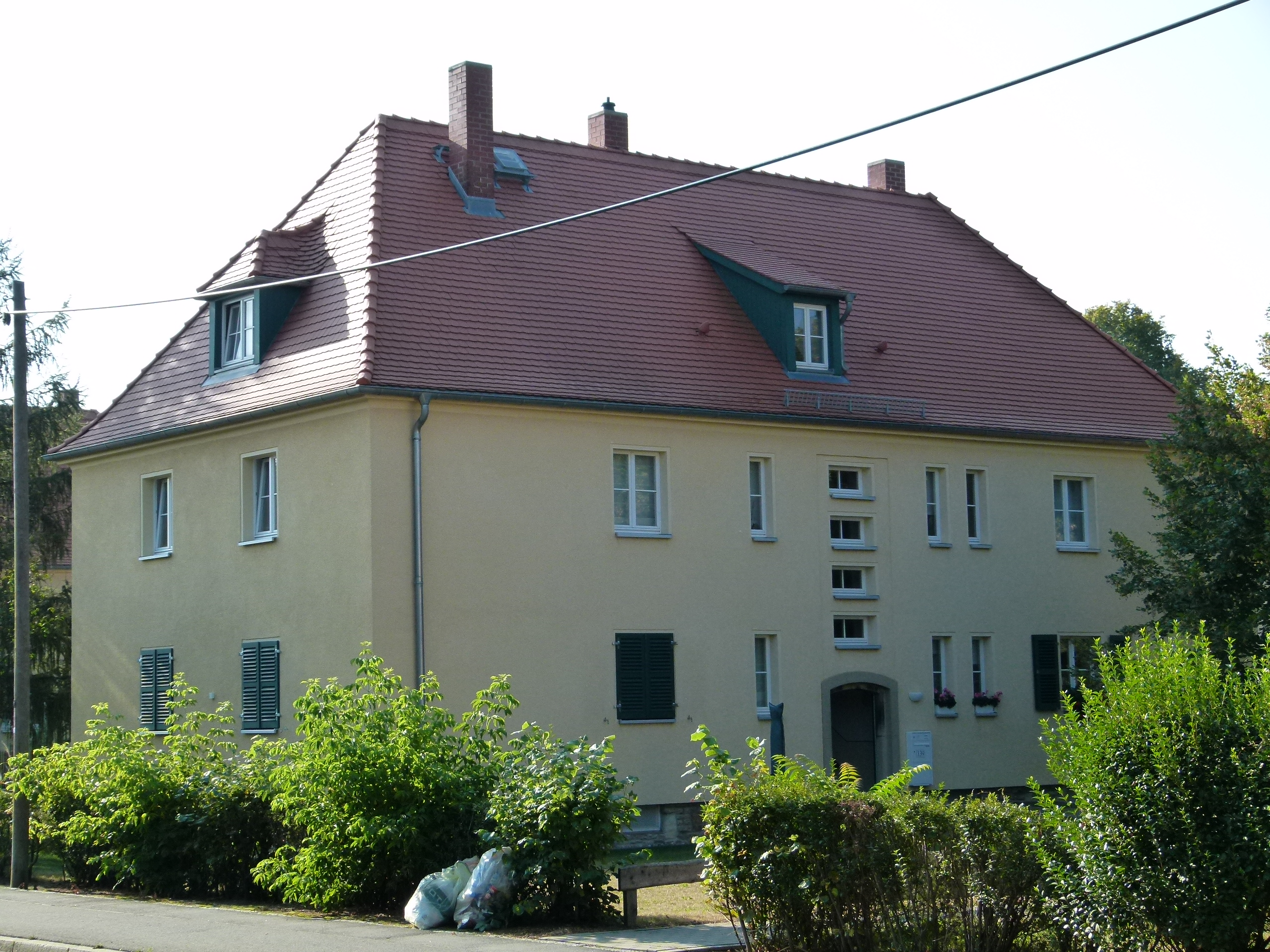
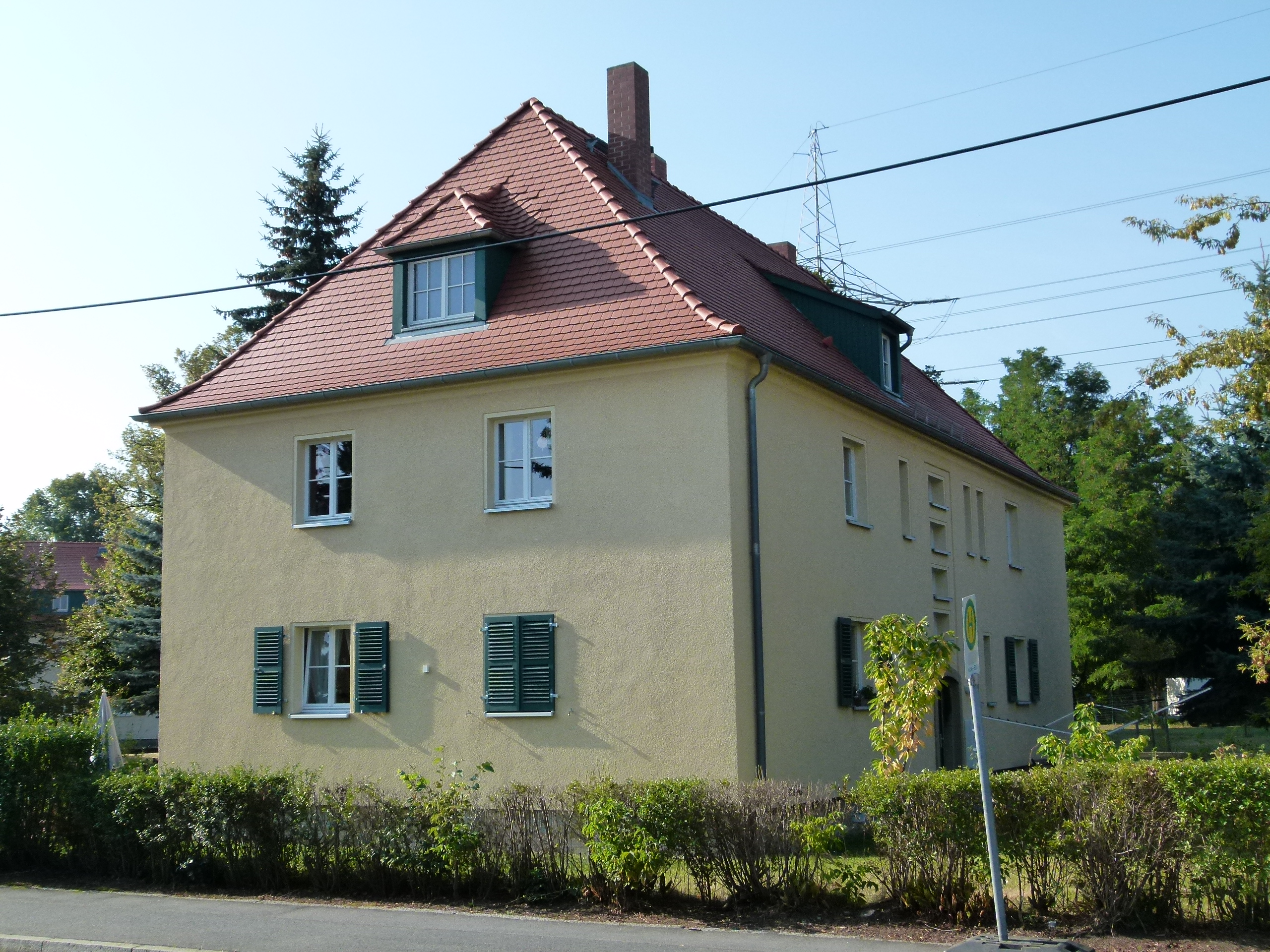
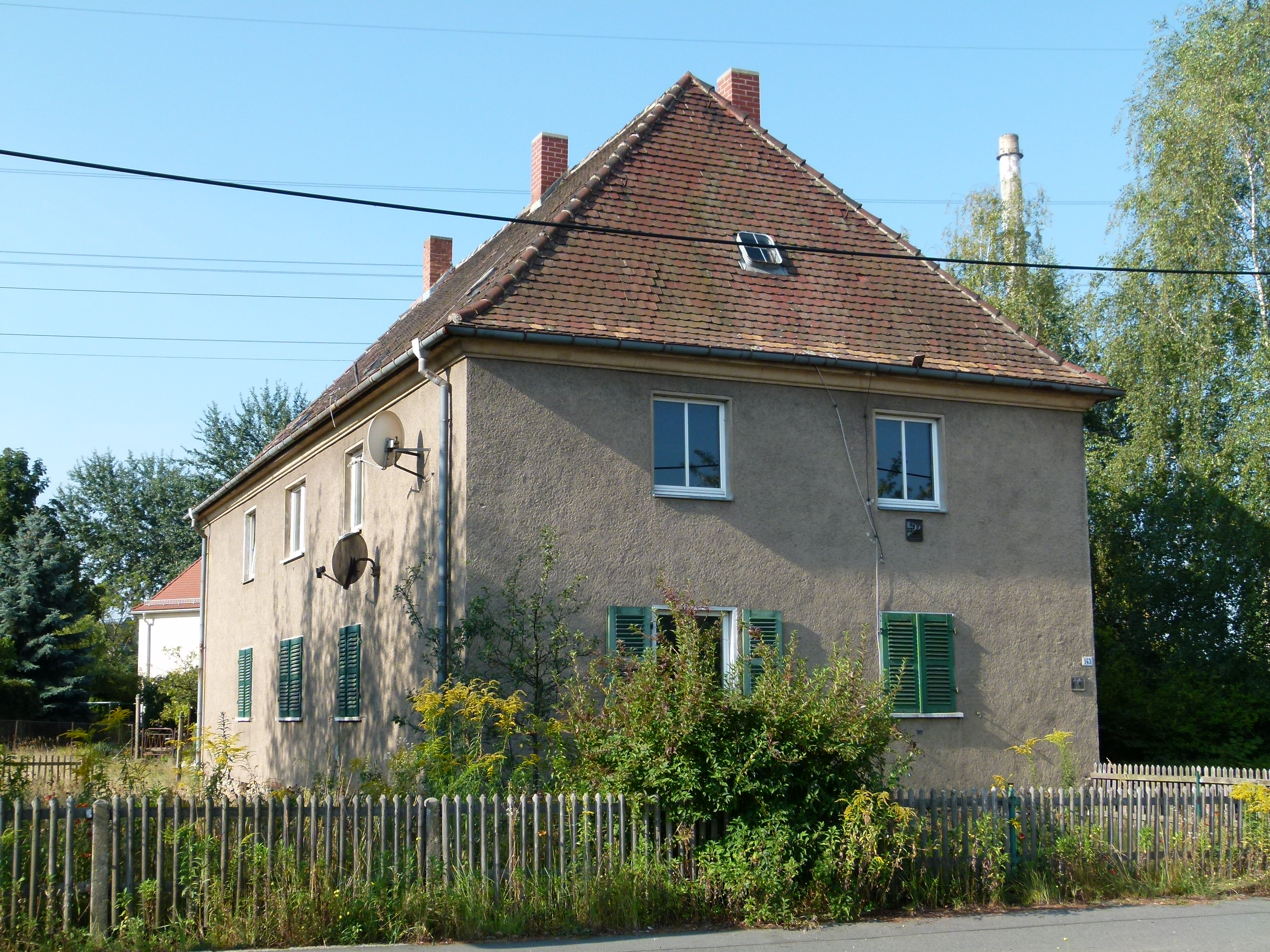

- Kötitzer Straße 137
- Kötitzer Straße 139
- Kötitzer Straße 141
- Kötitzer Straße 143

## Beschreibung

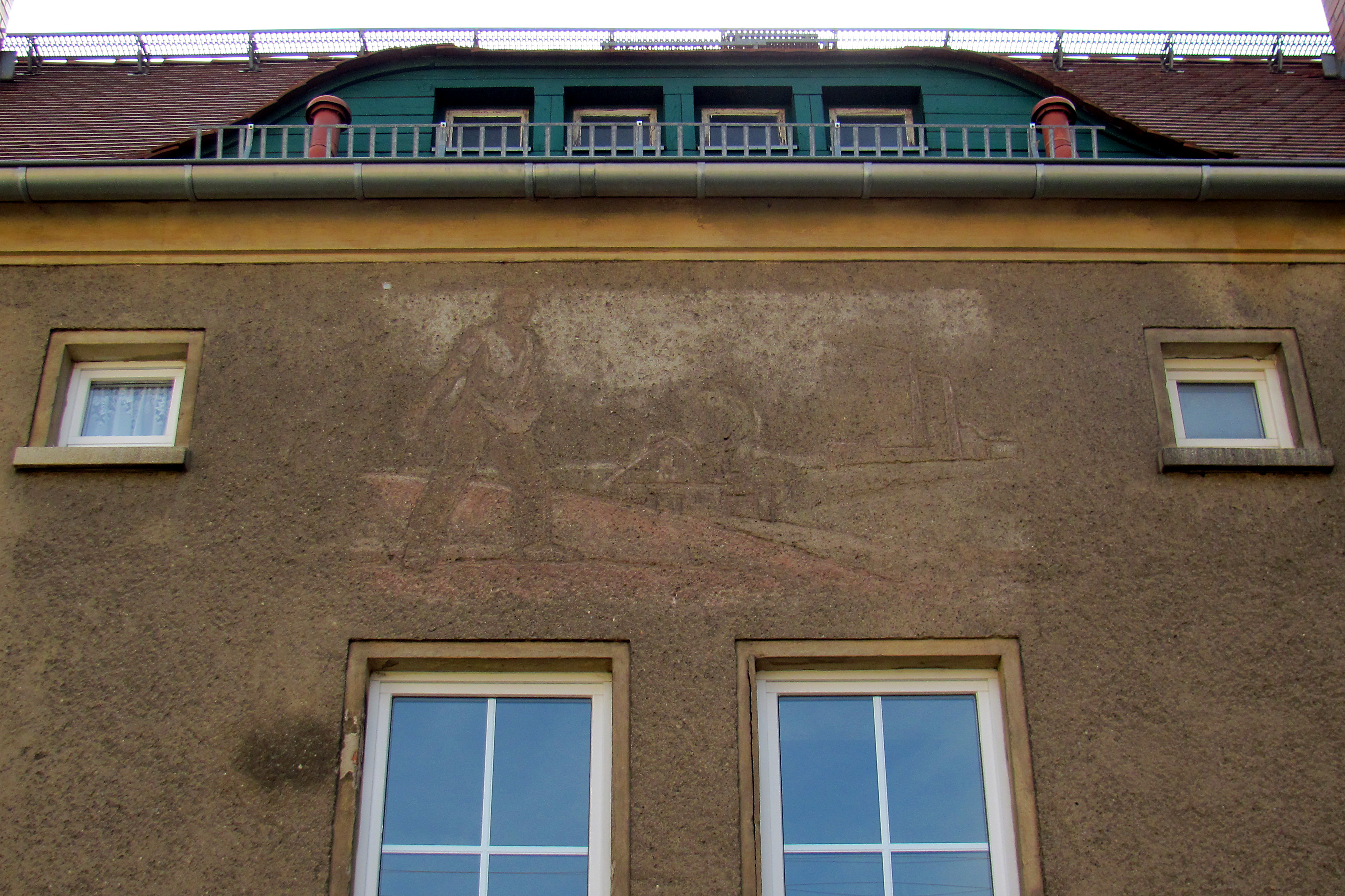
Verblasstes Sgraffito eines Sämanns am Wohnhaus Weistropper Straße 2

Die alle ähnlich ausgebildeten, zweigeschossigen Siedlungshäuser stellen sich als Einzel- wie auch als Doppelhäuser dar. Sie stehen auf einem bruchrauen Sandsteinsockel und haben obenauf jeweils ein steiles, teilweise erst später ausgebautes Ziegel-Walmdach mit Dachgauben oder einem Dachhecht.
Die vier Gebäude an der Kötitzer Straße sind quer zur Straße ausgerichtet, die anderen Siedlungshäuser stehen jeweils längs der Straße. Zwischen den Häusern Weistropper Straße 1/3 und 5/7 verläuft ein, dem dortigen Straßenverlauf folgender, halbrund ausgebildeter eingeschossiger Verbindungsbau mit steilem Dach, der Platz für zwei Geschäfte bietet.
Die Erdgeschossfenster, die teilweise stichbogig ausgebildet sind, werden durch Klappläden eingefasst. Einige Fenster werden auch durch Fensterverdachungen geschützt. Die Türrahmen an der Weistropper Straße sind aus bruchrauen Natursteinen, alle anderen aus Betonwerkstein.
Am Haus Brockwitzer Straße 2/4, ebenso wie an der Kötitzer Straße 137, finden sich zwischen den Geschossen in der zweiten und siebten Fensterachse Reliefs mit Familienszenen, einmal die Datierung 1938 sowie das Signet B.E. für den Radebeuler Bildhauer Burkhart Ebe.

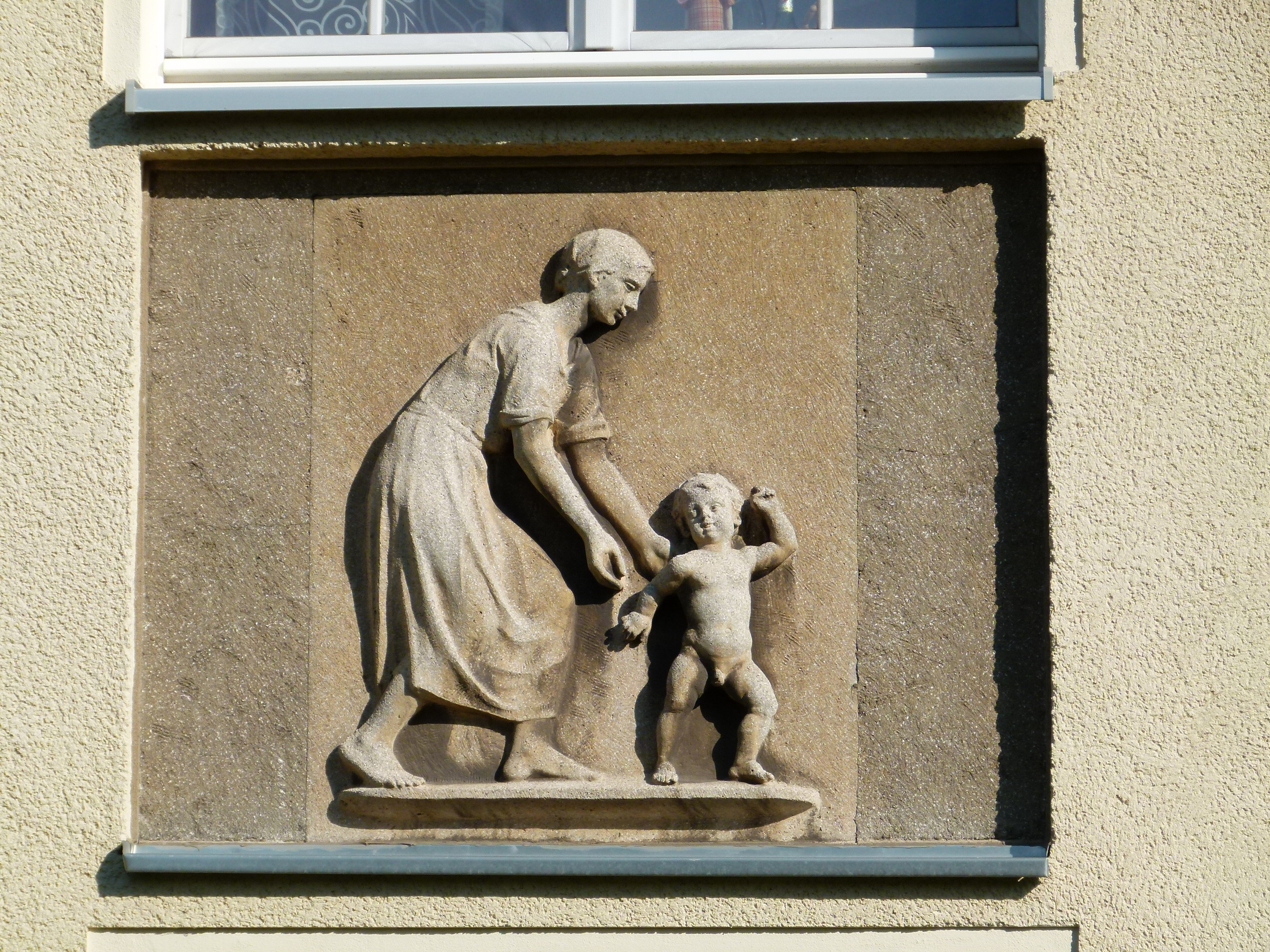
Brockwitzer Straße 2
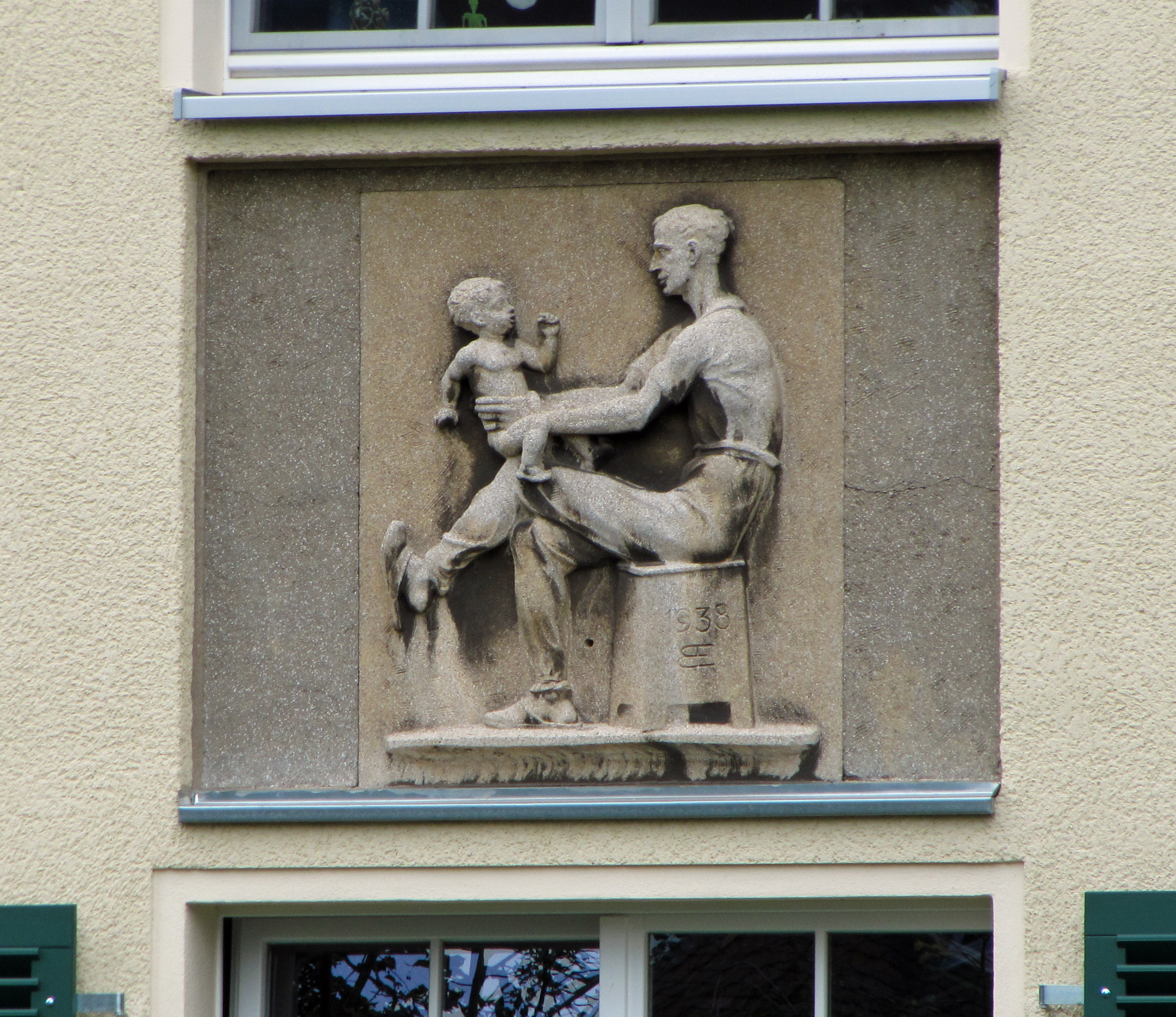
Brockwitzer Straße 4
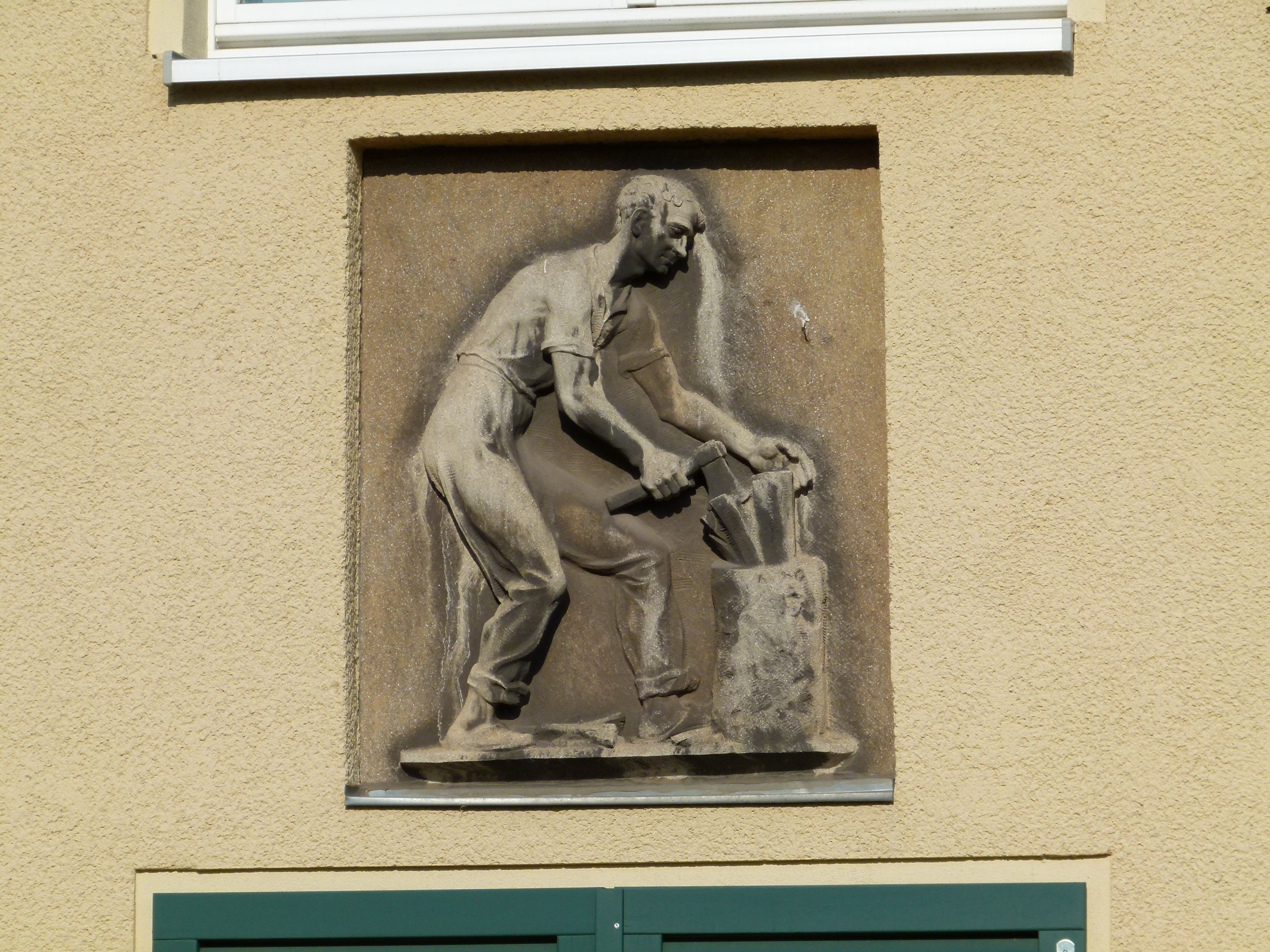
Kötitzer Straße 137